# Civico museo archeologico di Angera
Il Civico museo archeologico di Angera è situato nel centro di Angera (provincia di Varese) e ospitato al primo piano del Palazzo del pretorio, una palazzina risalente alla fine del XV secolo.
La collezione raccoglie numerosi reperti emersi dagli scavi effettuati nel territorio di Angera fin dal XIX secolo, le due sale che ospitano i reperti sono divise in tre sezioni, preistoria, area abitativa in epoca romana e necropoli romana. Sotto il portico del pianterreno è stato allestito un lapidario con statue, altari e frammenti di monumenti funebri.

## Sezioni

### Preistoria
La prima sala è completamente dedicata alla preistoria: sono esposti reperti che coprono un arco temporale che va dall'epigravettiano finale fino all'età del rame.
Tra i reperti più antichi vi sono quelli individuati in una grotta naturale chiamata "Tana del Lupo" (o "Antro di Mitra"), posta ai piedi della parete sud-occidentale del rilievo su cui si trova la rocca Borromea, che comprendono numerosi manufatti litici epigravettiani.
Diversi manufatti in selce risalgono al mesolitico tra i quali punte e attrezzi usati per la caccia e la pesca.
I ritrovamenti neolitici, avvenuti nell'entroterra angerese testimoniano del progressivo passaggio dalla caccia e raccolta ad insediamenti basati su pastorizia e agricoltura. Di quest'epoca è presente un frammento di fondo di vaso databile al neolitico medio.
Dell'età del rame è presente un frammento di vaso campaniforme con decorazione puntiforme.
Oltre ai reperti originali è stato allestito un tavolo tattile che permette ai visitatori di toccare con mano, annusare, provare alcune tecniche preistoriche attestate nel territorio.

### Area abitativa in epoca romana
Nella seconda sala si passa ad illustrare l'area abitativa di Angera in età romana. L'antica Staciona (e in seguito Stazzona) era un importante snodo nei traffici fra la pianura e i passi alpini, ne sono testimonianza i rinvenimenti di frammenti di ceramiche celtiche e di contenitori di origine gallica e ispanica.
L'abitato romano era situato in corrispondenza di quello attuale, la presenza di marmi e strutture architettoniche di epoca romana era nota fin dal Rinascimento confermata da rinvenimenti del XIX secolo e campagne di scavo compiute alla fine del XX secolo e nel 2005-06 durante le quali sono emerse fondazioni di edifici, assi stradali e un pozzo.
I reperti più antichi sono databili ad un periodo a cavallo tra il II e il I secolo a.C. corrispondente alla romanizzazione della Gallia Cisalpina. I ritrovamenti più importanti dell'area sono quello di un'ara, detta ara di Angera ora ospitata presso il Civico museo archeologico di Milano.

### La necropoli
Angera, insieme a Milano e Cremona è la località che ha restituito il maggior numero di iscrizioni religiose e funerarie che attestano la presenza di vari culti, tra quelli di Giove, Eracle e delle Matrone. Il rinvenimento di un'iscrizione riconducibile al culto di Mitra ha fatto ipotizzare che la già citata grotta fosse un antro mitraico.
Scavi effettuati a partire dal XIX secolo hanno portato alla luce una rilevante necropoli romana, con diverse centinaia di sepolture a cremazione, a inumazione e con tombe alla cappuccina. La necropoli venne utilizzata per diversi secoli, durante gli scavi sono stati rinvenuti vasellame, ceramiche, contenitori in vetro, monete, gioielli e altri ornamenti. Diversi sono i corredi esposti nelle vetrine di questa sezione del museo.

## La collezione Pigorini Violini Ceruti
Nel 2017 il patrimonio museale si è arricchito con un'importante donazione da parte di un cittadino, Ugo Violini,  comprendente diversi reperti archeologici e lettere autografe del celebre archeologo e paletnologo Luigi Pigorini che soleva trascorrere dei periodi di villeggiatura presso lo zio, omonimo, medico condotto di Angera e antenato del Violini. I manufatti acquisiti sono ora di proprietà comunale e provengono da scavi effettuati nella Necropoli romana di Angera, scoperta nel 1879, quando fu costruito il cimitero. La maggior parte dei corredi funebri andò dispersa, tranne alcuni reperti trasferiti all’epoca al Museo Archeologico di Como. La donazione ha permesso di individuare nuovi reperti degli antichi scavi angeresi, nuove pagine della biografia di Luigi Pigorini, grazie alle sue lettere, e di arricchire il museo con oggetti provenienti da ambito etrusco tosco emiliano.
Tutto il materiale è stato restaurato grazie all’intervento della Soprintendenza ed è esposto in Museo..